# Efraín Antonio Ríos García
Efraín Antonio Ríos García (Fredonia, 4 aprile 1910 – Itagüí, 11 gennaio 2024) è stato un supercentenario colombiano di 113 anni e 282 giorni che risulta essere l'uomo colombiano più longevo di sempre dal 15 agosto 2023. Al momento della sua morte era il secondo uomo vivente più longevo al mondo, dopo il venezuelano Juan Vicente Pérez Mora, nonché la quattordicesima persona vivente più longeva al mondo. In base alle ricerche di LongeviQuest, la sua età risulta infatti ufficiale, mentre è ancora in attesa di una conferma definitiva dal Gerontology Research Group.

## Biografia
Ríos García è nato il 4 aprile 1910 a Fredonia, nel dipartimento di Antioquia. Nel 1935 ha sposato Herminia Uribe, dalla quale ha avuto diciotto figli. Herminia è morta all'età di 100 anni, dopo 82 anni di matrimonio.
Anche il fratello di Efraín, Francisco Luís, è stato longevo: è morto nel 2011 all'età di 106 anni.
Il 4 aprile 2020, García ha compiuto 110 anni - divenendo quindi supercentenario -, terza persona di sesso maschile documentata nella storia del Paese a raggiungere (e superare) questa età, dopo il 111enne Daniel Guzmán García (1897-2008) e il 113enne Eusebio Quintero López (1910-2023).
Il 16 luglio 2023, dopo la morte di Quintero López, Efraín Antonio Ríos García è diventato la persona colombiana vivente più longeva, mentre il 16 agosto 2023, all'età di 113 anni e 133 giorni, ha stabilito il nuovo record maschile colombiano di longevità, superando lo stesso Eusebio Quintero López, deceduto solo un mese prima.
Deceduto all'età di 113 anni e 282 giorni, Ríos García è l'uomo più longevo di sempre a non avere ottenuto, nel corso della propria vita, il titolo di decano maschile dell'umanità.